# Айрис, Рене
Рене Айрис (англ. Renae Ayris; род. 17 сентября 1991) — австралийская модель, профессиональная танцовщица, королева красоты из Перта, Австралия, которая победила на конкурсе Мисс Вселенная Австралия 2012 года и представляла свою страну на конкурсе Мисс Вселенная 2012.

## Биография
Рене начала свою модельную карьеру в 15 лет и побывала в Германии, Индонезии, Великобритании, Китае и Новой Зеландии.
Айрис выиграла 9 июня 2012 года конкурс Мисс Вселенная Австралия, опередив 35 других кандидаток со всей страны. Церемония, посвящённая завершению конкурса, состоялась в отеле Sofitel в Мельбурне. Айрис участвовала в конкурсе Мисс Вселенная 2012, который состоялся в декабре 2012 года, и заняла четвёртое место в финале.